# كارلوس غوميز ألافا
كارلوس غوميز ألافا هو شاعر فلبيني، ولد في 14 يوليو 1926 في هاغونوي ‏ في الفلبين، وتوفي في 9 مارس 1988 في برشلونة في إسبانيا.